# Esqui cross-country nos Jogos Paralímpicos de Inverno de 2018 - 7,5 km feminino
As provas de 7,5 km livre clássico do esqui cross-country nos Jogos Paralímpicos de Inverno de 2018 foram disputadas no Centro de Biatlo Alpensia, em Daegwallyeong-myeon, Pyeongchang, em 17 de março. A prova de 7,5 km ocorreu para atletas que competem em pé e deficientes visuais.

## Medalhistas
| Medalha | Atletas em pé             | Deficientes visuais                                |
| ------- | ------------------------- | -------------------------------------------------- |
| Ouro    | CAN Natalie Wilkie        | BLR Sviatlana Sakhanenka / Raman Yashchanka (guia) |
| Prata   | NPA Ekaterina Rumyantseva | NPA Mikhalina Lysova / Alexey Ivanov (guia)        |
| Bronze  | CAN Emily Young           | AUT Carina Edlinger / Julian Edlinger (guia)       |

## Resultados

### Atletas em pé
| Pos. | Bib | Atleta                      | Tempo real | Tempo calculado | Diferença |
| ---- | --- | --------------------------- | ---------- | --------------- | --------- |
| 01 ! | 118 | CAN Natalie Wilkie          | 24:24.0    | 22:12.2         | —         |
| 02 ! | 128 | NPA Ekaterina Rumyantseva   | 27:47.3    | 22:13.8         | +1.6      |
| 03 ! | 124 | CAN Emily Young             | 24:42.1    | 22:13.9         | +1.7      |
| 4    | 125 | NPA Anna Milenina           | 24:46.0    | 22:32.3         | +20.1     |
| 5    | 122 | NOR Vilde Nilsen            | 23:31.0    | 22:34.6         | +22.4     |
| 6    | 127 | UKR Liudmyla Liashenko      | 25:38.8    | 23:20.3         | +1:08.1   |
| 7    | 117 | BLR Larysa Varona           | 26:07.7    | 23:46.6         | +1:34.4   |
| 8    | 123 | CAN Brittany Hudak          | 26:11.0    | 23:49.6         | +1:37.4   |
| 9    | 121 | UKR Iryna Bui               | 26:20.8    | 23:58.5         | +1:46.3   |
| 10   | 126 | UKR Iuliia Batenkova-Bauman | 27:08.9    | 24:26.0         | +2:13.8   |
| 11   | 111 | USA Grace Miller            | 26:51.5    | 24:26.5         | +2:14.3   |
| 12   | 120 | UKR Bohdana Konashuk        | 27:44.0    | 24:57.6         | +2:45.4   |
| 13   | 116 | JPN Momoko Dekijima         | 27:48.6    | 25:01.7         | +2:49.5   |
| 14   | 119 | JPN Yurika Abe              | 28:59.7    | 26:23.1         | +4:10.9   |
| 15   | 115 | NPA Natalia Bratiuk         | 29:02.2    | 26:25.4         | +4:13.2   |
| 16   | 114 | NPA Yuliya Mikheeva         | 29:46.1    | 27:05.4         | +4:53.2   |
| 17   | 112 | BLR Darya Fedzkovich        | 30:11.0    | 28:58.6         | +6:46.4   |
| 18   | 113 | CHN Peng Yuanyuan           | 32:16.2    | 29:21.9         | +7:09.7   |

### Deficientes visuais
| Pos. | Bib | Atleta                                          | País                             | Tempo real | Tempo calculado | Diferença |
| ---- | --- | ----------------------------------------------- | -------------------------------- | ---------- | --------------- | --------- |
| 01 ! | 137 | Sviatlana Sakhanenka Guia: Raman Yashchanka     | BLR Bielorrússia                 | 22:32.8    | 22:19.3         | —         |
| 02 ! | 138 | Mikhalina Lysova Guia: Alexey Ivanov            | NPA Atletas Paralímpicos Neutros | 23:09.5    | 22:55.6         | +36.3     |
| 03 ! | 140 | Carina Edlinger Guia: Julian Edlinger           | AUT Áustria                      | 23:37.1    | 23:22.9         | +1:03.6   |
| 4    | 135 | Marina Galitsyna Guia: Maksim Pirogov           | NPA Atletas Paralímpicos Neutros | 26:47.4    | 23:34.5         | +1:15.2   |
| 5    | 136 | Olha Prylutska Guia: Borys Babar                | UKR Ucrânia                      | 24:37.1    | 24:22.3         | +2:03.0   |
| 6    | 132 | Ekaterina Moshkovskaya Guia: Artem Norin        | NPA Atletas Paralímpicos Neutros | 24:55.4    | 24:40.4         | +2:21.1   |
| 7    | 139 | Oksana Shyshkova Guia: Vitaliy Kazakov          | UKR Ucrânia                      | 24:58.3    | 24:43.3         | +2:24.0   |
| 8    | 134 | Yadviha Skorabahataya Guia: Anastasia Kirillova | BLR Bielorrússia                 | 26:07.8    | 25:52.1         | +3:32.8   |
| 9    | 133 | Mia Zutter Guia: Katarina Trygstad-Saari        | USA Estados Unidos               | 27:53.0    | 27:53.0         | +5:33.7   |
| 10   | 131 | Yokutkhon Kholbekova                            | UZB Uzbequistão                  | 42:10.3    | 41:45.0         | +19:25.7  |

Legenda
| Recorde mundial      | Recorde mundial (World record)               |                       | Recorde africano                      | Recorde africano (African) |                                           | Q | Classificado por posição (Qualified) |
| Recorde paralímpico  | Recorde paralímpico (Paralympic record)      | Recorde da América    | Recorde da América (Americas)         | q                          | Classificado por melhor tempo (Qualified) |   |                                      |
| Melhor marca do ano  | Melhor marca do ano (World leading)          | Recorde asiático      | Recorde asiático (Asian)              | DNS                        | Não largou (Did not start)                |   |                                      |
| Recorde nacional     | Recorde nacional (National record)           | Recorde europeu       | Recorde europeu (European)            | DNF                        | Não terminou (Did not finish)             |   |                                      |
| Recorde pessoal      | Recorde pessoal do atleta (Personal best)    | Recorde da Oceania    | Recorde da Oceania (Oceania)          | DSQ / DQ                   | Desclassificado (Disqualified)            |   |                                      |
| Recorde da temporada | Recorde da temporada do atleta (Season best) | Recorde sul-americano | Recorde sul-americano (South America) | NM                         | Sem marca (No mark)                       |   |                                      |

### Esqui cross-country
| Penalizado com cartão amarelo | Penalizado com o cartão amarelo (Yellow card)                                           |  |  |  |
| LL                            | Classificado por tempo (Lucky loser)                                                    |  |  |  |
| PF                            | Vencedor definido por photo finish (Photo finish)                                       |  |  |  |
| LAP                           | Ultrapassado pelo líder (Lapped)                                                        |  |  |  |
| DQB                           | Desclassificado por conduta antidesportiva (Disqualified for unsportsmanlike behaviour) |  |  |  |
| RAL                           | Ranqueado como último (Ranked as last)                                                  |  |  |  |